# Енгстрем Геннадій Ігорович
Енгстрем Геннадій Ігорович (1949—2016) — радянський, український, російський кінооператор-постановник.

## Життєпис
Народився 1949 р. в Києві. Закінчив КДІТМ ім. І. К. Карпенка-Карого.
Був членом Національної спілки кінематографістів України.
Пішов з життя 29 лютого 2016 року.

## Фільмографія
- Співавтор сценарію фільму М. Ільїнського «Фантастична історія» (1988, кіностудія ім. О. Довженка).

Зняв на українських кіностудіях фільми:
- «Назад дороги немає» (1970, т/ф, 3 с; 2-й оператор у співавт.)
- «Юркові світанки» (1974, т/ф, 4 с; 2-й оператор)
- «Тривожний місяць вересень» (1976, 2-й оператор)
- «Свято печеної картоплі» (1976, 2-й оператор)
- «Важка вода» (1979)
- «Віщує перемогу» (1979)
- «Під свист куль» (1981)
- «Повернення Баттерфляй» (1982)
- «Паризька драма» (1983)
- «Украдене щастя» (1984)
- «Чужий дзвінок» (1985, т/ф)
- «Мама, рідна, любима...» (1987)
- «Десять негренят» (1987, реж. С. Говорухін)

На «Мосфільмі» — стрічки С. Говорухіна:
- «Бризки шампанського» (1988)
- «Так жити не можна» (1990, док/ф)
- «Росія, яку ми втратили» (1992, док/ф)
- «Ворошиловський стрілець» (1999)

Зняв російські кінострічки і серіали:
- «Жіноча логіка - 1» (2002, 2 с)
- «Хлопці з нашого міста» (2003, 10 с)
- «Багатство» (2004, 12 с, у співавт.)
- «Останній уїк-енд» (2005)
- «Варенька» (2006)
- «Танець живота» (2007)
- «Аннушка» (2009, 16 с)
- «Петля» (2009, 16 с)
- «Основна версія» (2010, 2 с: «Тихе місце» та «Прихована загроза»)